# Civilmilitär
Civilmilitär är försvarsmaktspersonal i tillhörande någon specialkategori där anställningskraven inte i första hand är militär utan civil yrkeskompetens, utan att de för den skull tillhöra den civilanställda personalen. Tjänsteförhållanden och tjänsteställning för försvarsmaktspersonal med civil yrkeskompetens varierar mycket mellan olika länder och det är bara i några länder som de utgör en särskild kategori med ställning mellan militär och civil personal.

## Singapore
I Singapores försvarsmakt finns det sedan 2010 en personalkategori militärexperter, Military Domain Experts (MDES). För anställning som militärexpert med officers tjänsteställning krävs akademisk examen.
Till MDES hör följande kategorier:
- Alla tekniska tjänstegrenar inom armén, flottan och flygvapnet.
- Alla stridande och stridstekniska befattningar i flottan (förutom i dyktjänst).
- Vissa stridstekniska befattningar i flygvapnet.
- System- och materielspecialister.
- Köksmästare i flottan.
- Musikdirektörer och militärmusiker.
- Vissa underrättelsebefattningar.
- Sjuksköterskor och plutonssjukvårdare.

| Tjänsteklass            | Motsvarande militära grader i Singapore |
| ----------------------- | --------------------------------------- |
| ME1 (Military Expert 1) | Second Sergeant                         |
| ME2 (Military Expert 2) | Master Sergeant                         |
| ME3 (Military Expert 3) | First Warrant Officer                   |
| ME4 (Military Expert 4) | Captain                                 |
| ME5 (Military Expert 5) | Major                                   |
| ME6 (Military Expert 6) | Lieutenant Colonel                      |
| ME7 (Military Expert 7) | Colonel                                 |
| ME8 (Military Expert 8) | Brigadier General                       |

De tjänstetitlar som används är följande:
| Tjänsteklass | ME1              | ME2              | ME3    | ME4    | ME5           | ME6              | ME7                     | ME8          |
| Tjänstetitel | Assistant Expert | Assistant Expert | Expert | Expert | Senior Expert | Principal Expert | Senior Principal Expert | Chief Expert |

## Slovenien
I Sloveniens försvarsmakt finns det en personalkategori försvarstjänstemän, som kan jämföras med civilmilitär personal eller med uniformerade civilanställda. Yngre försvarstjänstemän motsvarar underofficerare, äldre officerare.
| NATO-kod | Tjänsteklass för försvarstjänstemän | Motsvarande militära grader i Slovenien (Sverige) |
| -------- | ----------------------------------- | ------------------------------------------------- |
| OR-5     | I. razred                           | vodnik (sergeant)                                 |
| OR-6     | II. razred                          | višji vodnik (förste sergeant)                    |
| OR-7     | III. razred                         | štabni vodnik (fanjunkare)                        |
| OR-8     | IV. razred                          | višji štabni vodnik (förvaltare)                  |
| OR-8     | V. razred                           | praporščak (förvaltare)                           |
| OR-9     | VI. razred                          | višji praporščak (regementsförvaltare)            |
| OR-9     | VII. razred                         | štabni praporščak (regementsförvaltare)           |
| OR-9     | VIII. razred                        | višji štabni praporščak (regementsförvaltare)     |
| OF-1     | IX. razred                          | poročnik (fänrik)                                 |
| OF-1     | X. razred                           | nadporočnik (löjtnant)                            |
| OF-2     | XI. razred                          | stotnik (kapten)                                  |
| OF-3     | XII. razred                         | major (major)                                     |
| OF-4     | XII. razred                         | podpolkovnik (överstelöjtnant)                    |
| OF-5     | XIV. razred                         | polkovnik (överste)                               |
| OF-6     | XV. razred                          | brigadir (överste 1. graden)                      |

## Sverige

### Civilmilitär personal
Civilmilitär var sedan 1885 en beteckning på den svenska krigsmakten tillhörig uniformerad personal, som inte var krigsmän. (Före 1885 tillhörde dessa arméns och flottans civilstater.) Sedan krigsmannabegreppet utvidgats till att omfatta all uniformerad personal, betecknade civilmilitär en försvarsmakten tillhörig uniformerad personal (krigsman) i specialbefattning för vilken krävdes särskild civil kompetens. Den civilmilitära personalen hade begränsad befälsrätt, dvs. befälsrätten kunde enbart utövas över direkt underställd militär personal. Å andra sidan hade militära chefer begränsad befälsrätt över den civilmilitära personalen vad avsåg deras speciella kompetensområde. Civilmilitärer var bl.a. personal tillhörande fältläkar- och fältveterinärkårerna samt armétekniker. 
Civilmilitär personal var inte tilldelade militära grader, men de tjänster de innehade tillhörde viss tjänsteklass, varigenom de blev vederlikar med en viss militär grad. Till exempel hade en regementsläkare majors tjänsteklass, en fältläkare överstelöjtnants, etc. De bar normala gradbeteckningar men med färgade kantsnören. Sedan 1983 tillhör de flesta personalkategorier som tidigare tillhörde den civilmilitära personalen den militära personalen. Så är till exempel Fältläkarkårens och  Marinläkarkårens personal samt flygläkarna numera medicinalofficerare. De utmärks dock fortfarande särskilt på uniformen genom yrkesband, som visar att särskilda kriterier (civil kompetens) för befälsställning föreligger.
Nedan presenteras en lista över Arméns civila och ecklesiastika tjänstemän 1837.
| Rang lika med                                  | Ecklesiastikstaten                             | Justitiestaten | Läkarestaten    | Fältförvaltningsstaten                                   | Hantverksstaten |
| ---------------------------------------------- | ---------------------------------------------- | -------------- | --------------- | -------------------------------------------------------- | --------------- |
| Överstelöjtnant                                | Fältprost                                      | -              | Överfältläkare  | -                                                        | -               |
| Major                                          | -                                              | -              | Fältläkare      | -                                                        | -               |
| Kapten                                         | Regementspastor                                | Överauditör    | Regementsläkare | -                                                        | -               |
| Löjtnant                                       | -                                              | Auditör        | -               | -                                                        | -               |
| Underlöjtnant                                  | Bataljonspredikant, Skvadronspredikant         | -              | Bataljonsläkare | Regementsskrivare                                        | -               |
| Näst efter underlöjtnant eller före fanjunkare | Extra ordinarie bataljonspredikant, Skollärare | Vice auditör   | -               | Regementskommissarie, Tygvaktmästare, Förrådsvaktmästare | -               |
| Sergeant                                       | -                                              | -              | -               | Mönsterskrivare, Tygskrivare, Förrådsskrivare            | Mästare         |
| Korpral                                        | -                                              | -              | -               | -                                                        | Gesäll          |
| Menig                                          | -                                              | -              | -               | -                                                        | Lärling         |

För civilmilitär personal 1885 se Civilmilitär personal 1885 och för flottans civilmilitära personal 1940 se Flottans civilmilitära personal 1940.

### Civil personal
Civilmilitärer får inte förväxlas med i försvarsmakten verksam uniformerad civil personal. Dessa tillhörde krigsorganisationen och var uniformerad personal (krigsmän) utan egentlig befälsrätt. 

#### Beredskapstiden

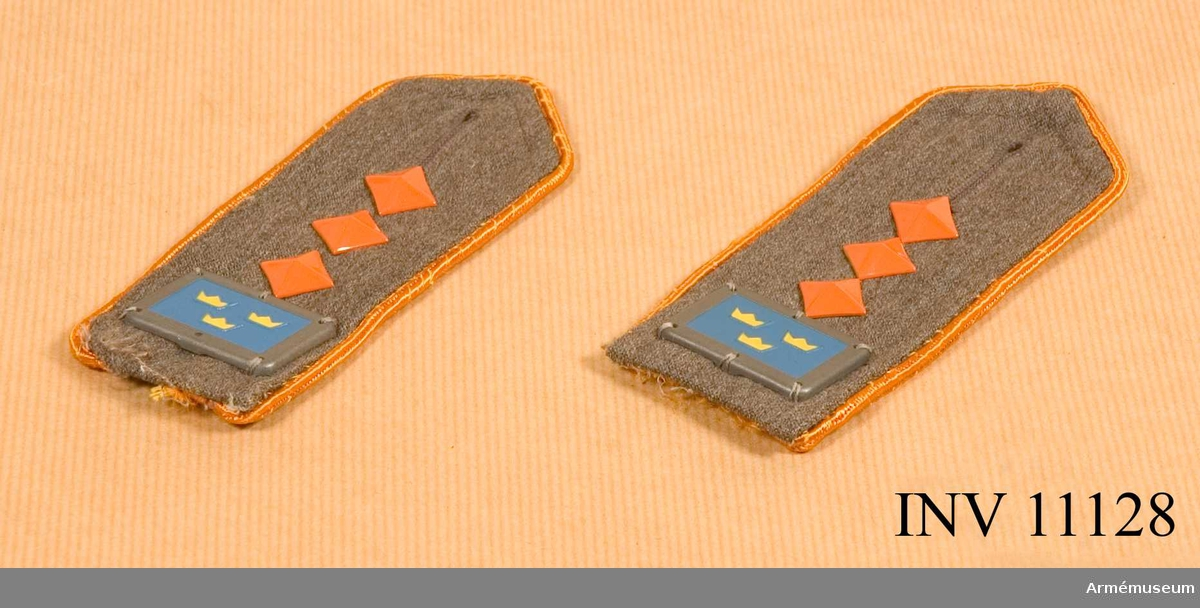
Tjänsteställningsbeteckning m/39 för försvarstjänsteman konstituerad kaptens vederlike, med stabsbeteckning m/43 för högre stab (Armémuseum AM.011128).

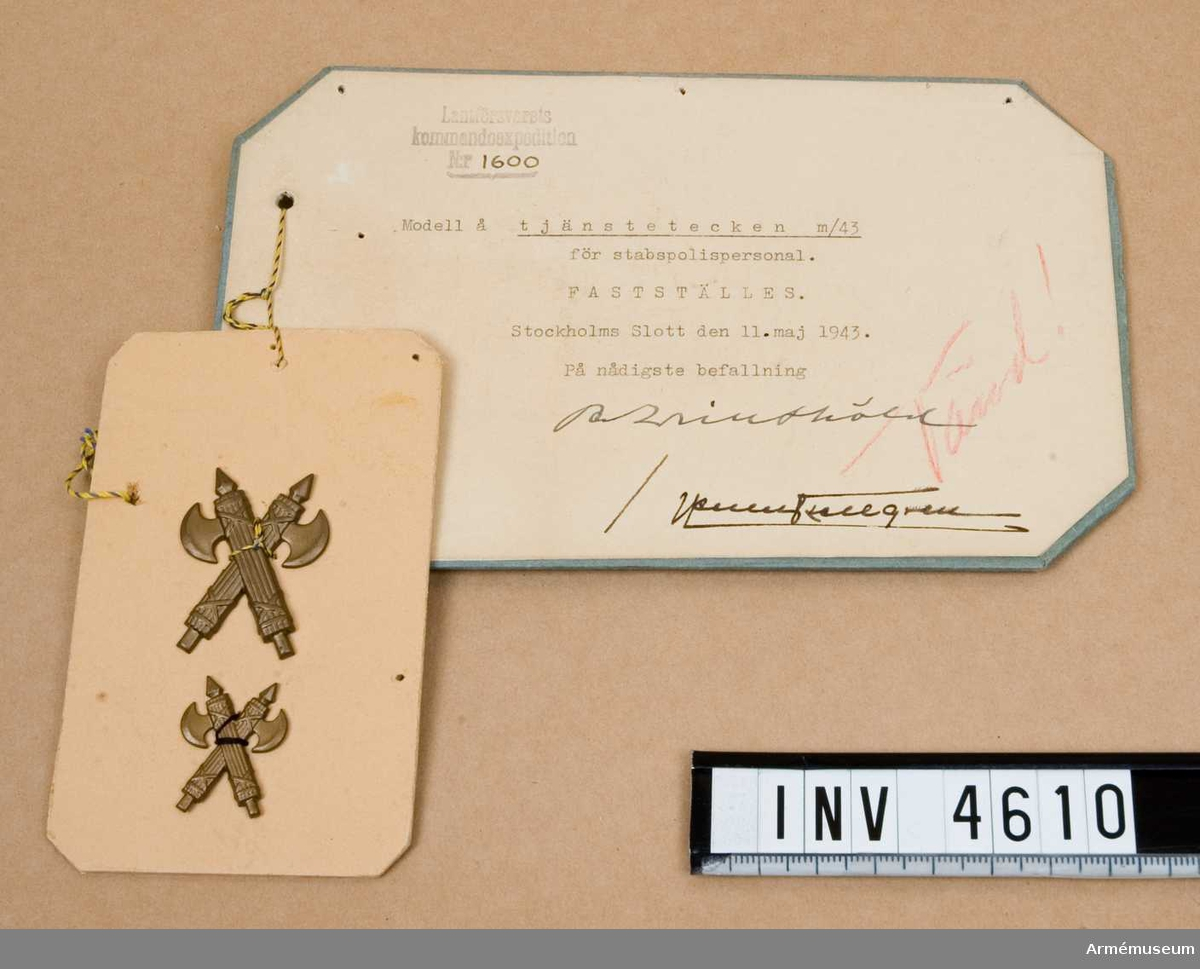
Tjänstetecken m/1943 för stabspolispersonal (Armémuseum AM.004610).

Under beredskapen hade denna kategori ställning som försvarstjänstemän och bar brandgula tjänsteställningsbeteckningar, vilka såg ut som de vanliga gradbeteckningarna, utom att stjärnorna hade ersatts av romber. Det var kravet på tillgång till specifik kompetens inom vissa områden som tvingade till införandet av personalkategorin "civil personal" i krigsorganisationen. I många fall behövde den sakkunnige icke ha någon militär utbildning. För ändamålet utnyttjades personer som icke var värnpliktiga eller hade varit frikallade. Därigenom sparades utbildade värnpliktiga och befäl för egentliga militära uppgifter.
Den civila personalen utgjordes av jurister, tolkar, stabspoliser, ingenjörer, läkare, tandläkare, veterinärer, apotekare, posttjänstemän, telegraftjänstemän, meteorologer, vägmästare med flera. Under sin tjänstgöring tilldelades den civila personalen en tjänsteställning som motsvarade tjänstgöringens art. Vederbörande konstituerades till innehavare av viss befattning, till exempel "konstituerad löjtnants vederlike". Detta innebar att han erhöll krigslön enligt mot tjänsteställningen svarande krigslöneklassen samt bar motsvarande "tjänsteställningsbeteckning" på uniformen.

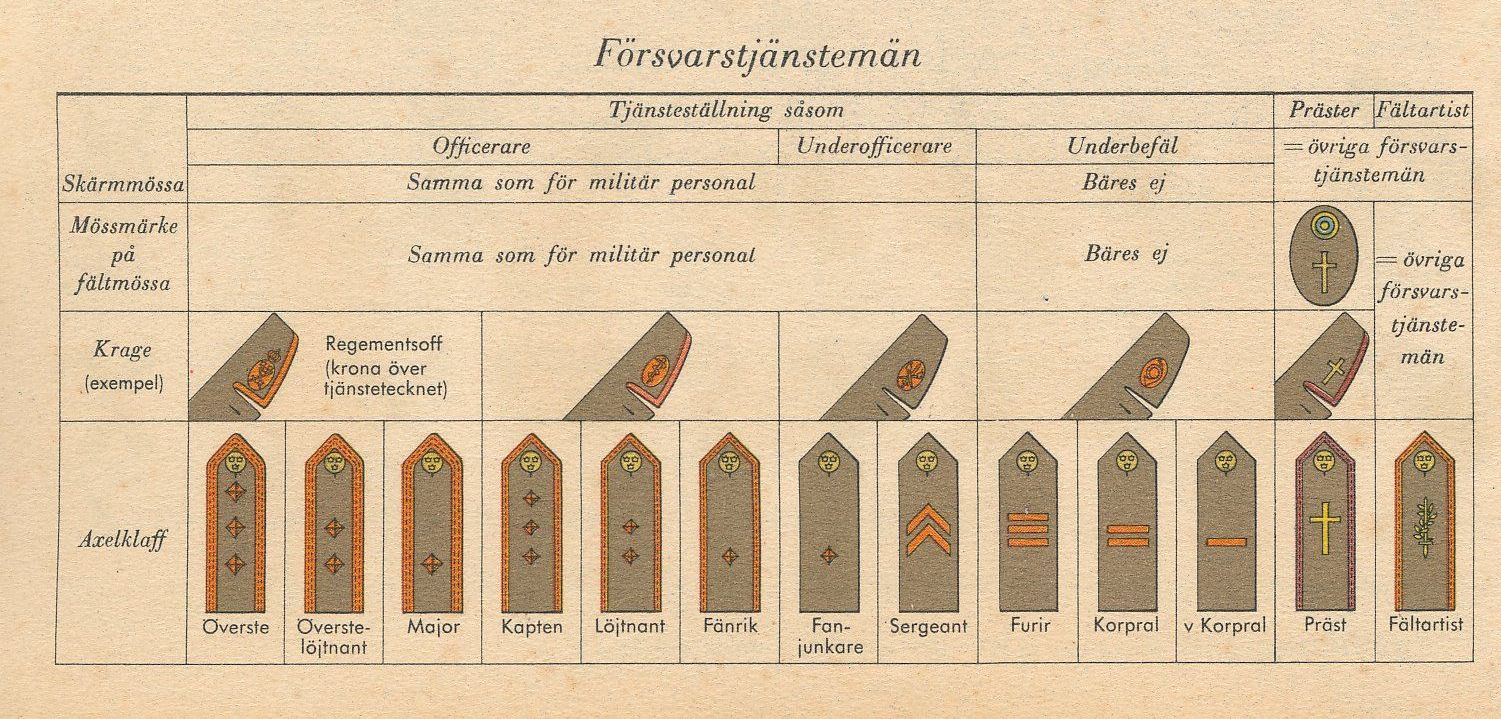
Tjänsteställningsbeteckningar m/39 för försvarstjänstemän.

#### Efter beredskapstiden
Civil personal kunde inneha tjänstegrupper vilka benämndes efter motsvarande militära tjänstegrad. Civil personal sades därför vara "likställd" med den som innehade motsvarande militära tjänstegrad eller civilmilitära tjänsteklass, till exempel "likställd med löjtnant". Tjänstegruppsystemet var i huvudsak tillämpligt på krigsorganisationen och i praktiken utfärdades inga bestämmelser om inplacering i tjänstegrupper. Civil personal förordnades istället som civilmilitär personal.

#### 1972–1983
1972–1983 bar civil personal tjänstegruppstecken vilka visade befattningens tillhörighet till någon av tjänstegrupperna (tjgrp) 1–4.  De var likställda inte med en bestämd tjänstegrad, utan med en viss befälsnivå. Tjgrp 4 var likställda med meniga och gruppbefäl, tjgrp 3 med plutonsbefäl, tjgrp 2 med kompanibefäl och tjgrp 1 med regementsbefäl. Tjgrp 4 bar en vit sköld med tre kronor; tjgrp 3 dito samt därunder en balk i vitt; tjgrp 2 dito samt därunder två balkar i vitt; tjgrp 1 med en krona över skölden, allt i vitt.

#### 1983–1990
Från 1983 benämndes all personal som ingick i den militära krigsorganisationen för militär personal. Detta gällde även för civilanställda tjänstemän som togs i anspråk för tjänstgöring i försvarsmaktens krigsorganisation. Dessa benämndes då tjänstepliktig personal.

#### 1990–2009

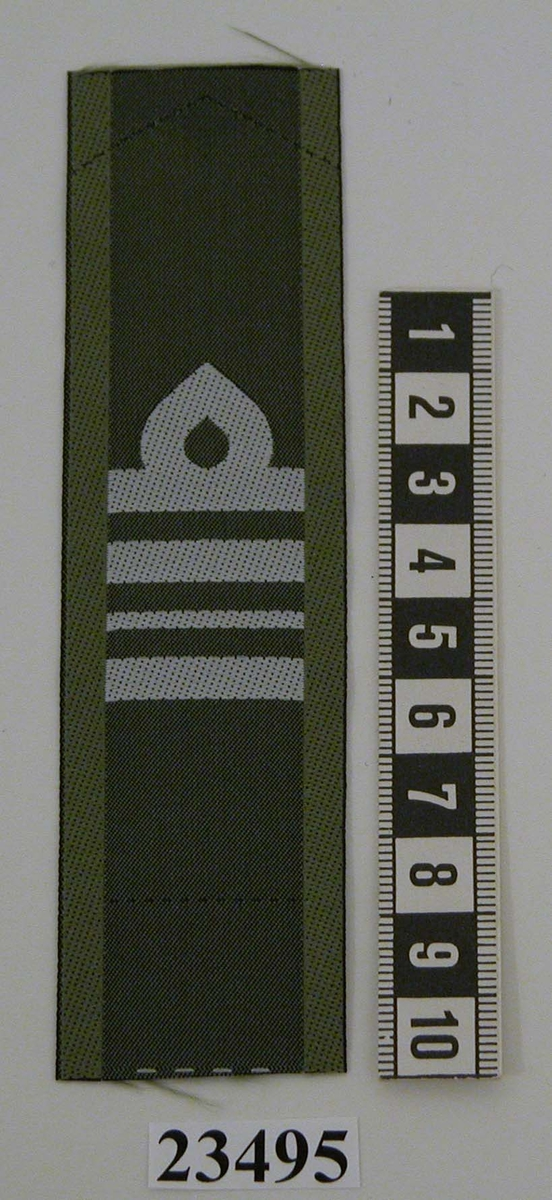
Tjänsteställnings-
tecken för civil personal vid kustartilleriet med majors tjänste-
ställning (Marinmuseum MM 23495).

Från 1990-talet till 2003 bar den civila personalen "tjänsteställningstecken" i form av vita gradbeteckningar. 2003–2009 motsvarades denna kategori av totalförsvarspliktig och tjänstepliktig personal samt av krigsplacerad civilanställd personal. De utmärktes på uniformen av yrkestecken och yrkesband och bar i fall de hade tilldelats tjänsteställning motsvarande fänrik och högre (befäl med officers tjänsteställning) "tjänsteställningstecken" i form av gradbeteckningar i vitt.

#### Från 2009
Efter 2009 inplaceras specialister, civil personal förordnad som militär personal vid tjänst på befattning i insats- eller krigsförband i tjänstegrupp. Sådan personal kombinerar tjänstegruppstecken med försvarsmakts-, truppslags-,försvarsgrens- eller facktecken invävt i brons samt anlägger yrkesband enligt befattningsområde. Det är samma system som för civilanställd personal (se nedan).

### Civilanställd personal
Civilmilitärer och civila får heller inte förväxlas med vid försvarsmakten civilanställd personal. Det är tjänstemän och anställda som står i ett normalt arbetsrättsligt avtalsförhållande till försvarsmakten och tjänstgör inom fredsorganisationen. Som krigsplacerade kunde de dock vara civilmilitärer eller civila i krigsorganisationen. Till 2009 kunde de vara krigsplacerade som militär personal i högst fanjunkares grad eller som befäl med officers tjänsteställning. I samband med 2009 års befälsordning infördes ett nivåsystem motsvarande försvarsmaktens militära gradsystem för den svenska försvarsmaktens civilanställda personal. Vid bärande av civil tjänstedräkt skall civilanställd personal bära tjänstegruppstecken för att utmärka nivå. Tjänstegruppstecken kombineras alltid med yrkesband. Tjänstegruppstecken i form av "vita gradbeteckningar" skulle införts av Försvarsmakten, men i stället har sedvanliga gradbeteckningar använts, försedda med vitt yrkesband i nederkant.

## Finland
I Finland motsvaras yrkesofficerare och reservofficerare med yrkesband samt civil personal i uniform av specialofficerare respektive militärtjänstemän.